# اوگو مورالس
اوگو مورالس (اسپانیایی: Hugo Morales‎؛ زادهٔ ۳۰ ژوئیهٔ ۱۹۷۴) بازیکن فوتبال اهل آرژانتین بود.

## باشگاهی
از باشگاه‌هایی که در آن بازی کرده‌است می‌توان به باشگاه فوتبال اتلتیکو هوراکان، باشگاه فوتبال لانوس، اتلتیکو ناسیونال، باشگاه ورزشی تنریف و باشگاه اتلتیکو ایندپندینته اشاره کرد.

## تیم ملی
وی همچنین در تیم‌های ملی فوتبال زیر ۲۰ سال آرژانتین، آرژانتین و زیر ۲۳ سال آرژانتین بازی کرده‌است.